# 格奧爾基·達米揚諾夫市鎮
格奧爾基·達米揚諾夫市鎮，是保加利亞西北部蒙塔納州的市鎮，行政中心为格奧爾基·達米揚諾夫村。市镇面積为298平方公里，2011年人口2,739，人口密度每平方公里9.19人。